# Hyposalenia
Hyposalenia is een geslacht van uitgestorven zee-egels uit de familie Echinoidea.

## Soorten
- Hyposalenia valleti de Loriol, 1868 † Tithonien van Frankrijk.
- Hyposalenia stellulata (L. Agassiz, 1838) † Valanginien en Hauterivien van Frankrijk en Zwitserland.
- Hyposalenia favrei de Loriol,
- Hyposalenia lardyi Desor, 1856 † Aptien van Frankrijk en Engeland.
- Hyposalenia wrightii Desor, 1856 † tweede en eerste Aptien van Engeland, Zwitserland en Frankrijk.
- Hyposalenia radialen Smith & Wright, 1990 † Lager-Albien van Engeland.
- Hyposalenia studeri (Agassiz & Desor, 1846) † Lager-Albien naar Midden-Cenomanien van Engeland; Laat-Albien van Frankrijk.
- Hyposalenia clathrata (Woodward, 1856) † Laat-Albien naar Vroeg-Cenomanien van Engeland en Frankrijk.
- Hyposalenia phillipsae (Whitney & Kellum, 1966) † Albien, Texas
- Hyposalenia pulchella (L. Agassiz, 1838) † Cenomanien van Frankrijk en Engeland.
- Hyposalenia heliophora (Agassiz & Desor, 1846) † Danien van België, Nederland, Denemarken en Noord-Duitsland.